# 无种
無種（IAST：Nakula）是印度史詩摩诃婆罗多中的人物。他是般度五子中的第四位，與弟弟偕天兩人為雙胞胎，由玛德利借用貢蒂的咒語召喚双马童所得來。因此，兩人也被稱作Ashvineya（意為雙馬童之子）。

## 早年
在玛德利自殺之后幾年，其兄長摩德羅國統治者沙利耶每年都會把無種與偕天帶到他那裡去。在兩人十五歲生日時，沙利耶透露了自己的想法，即想讓两人做其繼承人，並認為這樣一來無種就可以成為國王，而非哈斯蒂纳普尔王子。但無種对此抱有疑虑，并认为沙利耶想讓他們兩人繼承王位，只因他倆是神的兒子；與此同時，卻把自己的孩子丢在一邊。無種還聲稱他們將永遠和兄弟待在一起，即便不能獲得權力，但是其兄長及母親貢蒂都很愛他們，不會任其受沙利耶擺佈。在一番商議之後，兩人相信了沙利耶，並成為其繼承者。但是偕天稱將永遠和其他兄弟待在一起。

## 流亡
因堅戰在骰子遊戲中落敗，般度五子被迫開始了為期13年的流亡。流亡途中，罗刹辫发阿修罗曾假扮為婆羅門，綁架了無種、偕天、堅戰以及黑公主，最後四人皆為怖軍所救出。在隨後的戰鬥中，無種殺死了赐安（Kshemankara）、摩诃穆克（Mahamuksha）和妙车（Suratha）。
在第十三年時，無種假扮為馬倌，化名「法结」，待在了摩蹉國。他兼职馴馬師，在王室馬廄中照看馬匹。

## 俱盧之戰

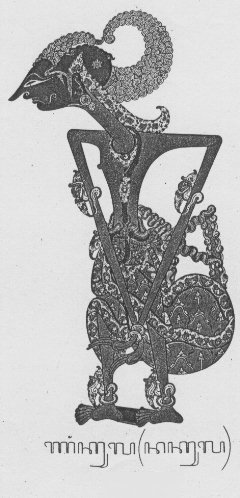
哇揚皮影偶戲中無種的形象

### 戰爭期間
在俱盧之戰中，無種希望由木柱王做般度軍的將軍，但是堅戰與阿周那選擇由猛光擔任。在戰鬥中，無種擊敗了敵軍多位知名英雄。他的旗幟為金色背景，上繪有一隻紅鹿。
戰爭第一天，無種擊敗了难降，但饒過了他，以便怖軍履行其誓言。第十一天，他擊敗了叔叔沙利耶，並毀掉了其戰車。在第十三天的戰鬥中，他闖入德羅納的軍陣中，但被勝車擊退，此后一天，他击败了沙恭尼。
第十五天，他被難敵擊敗，但被顯光救了下來。隨後兩天中，他與迦爾納苦戰一番，被后者击败，但最後被放過。在戰爭的最後一天，他殺死了迦爾納的三個兒子苏室纳（Sushena）、真军（Satyasena）与奇军（Chitrasena）。

### 戰後
戰後，堅戰指派無種與偕天赴任摩德羅國國王。

## 死亡
黑天離去、争斗时開始時，般度族退隱並放棄了一切，只攜着一隻狗，開始了前往喜马拉雅山脉朝聖的最後旅程。除堅戰之外，般度之子們都在到達聖地之前便虛弱不堪，紛紛離世。無種在黑公主和偕天之後死去。怖軍詢問堅戰為何無種會倒下，後者回答說，他對自己的外貌十分自信並堅信無人可與之比肩。

## 技能
- 馬術：無種對馬匹訓練及配種深有造詣。他還曾稱自己熟知如何治療馬的各種疾病。與此同時，他還是一名優秀的車手[11][12]。
- 醫術：無種據信為阿育吠陀專家[13]。